# Karlum
Karlum és un municipi del districte de Nordfriesland, dins l'Amt Südtondern, a l'estat alemany de Slesvig-Holstein. Es troba a 10 kilòmetres de Niebüll i a pocs kilòmetres de la frontera amb Dinamarca i de la carretera de Tønder a Flensburg. El 31 de desembre del 2023 tenia 213 habitants.